# Maria Ludwika Carlota Burbon-Parmeńska
Maria Ludwika Carlota Burbon-Parmeńska (ur. 2 października 1802 w Barcelonie, zm. 18 marca 1857 w Rzymie) – księżniczka Burbon-Parmeńska, później księżna Saksonii. Posiadała Order Królowej Marii Luizy.

## Życiorys
Córka Ludwika I Parmeńskiego i infantki, Marii Ludwiki Burbon.
Burbon-Parmeńska urodziła się podczas podróży swoich rodziców z Włoch do Hiszpanii, tuż przed dotarciem na wybrzeże – w pobliżu Barcelony. Poród jej matki był trudny, a lekarze obawiali się, że obie nie przeżyją. Ludwik I Parmeński i Maria Ludwika Burbon płynęli na zaproszenie, na podwójny ślub wujka Marii Ludwiki Carloty, Ferdynanda VII z Marią Antoniettą Sycylijską i jej ciotki, Marii Izabeli Burbon z Franciszkiem I Burbonem.
W 1803 zmarł Ludwik I Parmeński, a rządy w Etrurii przejęła jej matka. Pod koniec 1807, kiedy wojska francuskie wkroczyły do Etrurii Maria Ludwika Carlota i jej brat, Karol II Parmeński zostali wywiezieni do Hiszpanii przez ich matkę na początku następnego roku. W maju 1808, Napoleon Bonaparte wezwał wszystkich członków hiszpańskiej rodziny sprawującej rządy do Francji i ogłosił swojego brata, Józefa Bonaparte nowym królem Hiszpanii. Burbon-Parmeńska mieszkała teraz z matką i bratem na emigracji we Francji, najpierw w Fontainebleau, następnie na zamku Compiègne w Compiègne, a na końcu w Nicei. Po nieudanej próbie ucieczki matki do Anglii – od sierpnia 1811 do stycznia 1814 była przetrzymywana razem z nią w klasztorze Dominika i Sykstusa w Rzymie – (wł. Santi Domenico e Sisto). Po upadku Napoleona w 1814, Księstwo Lukki przejęła jej matka.
Kiedy Maria Ludwika Carlota miała 14 lat, próbowano ją na prośbę swoich dziadków ze strony matki, byłego króla Hiszpanii – Karola IV Burbona i jego żony, Marii Ludwiki Burbon-Parmeńskiej oraz jej wujka, króla – Ferdynanda VII wydać za mąż, za jej 22–letniego wujka, Franciszka de Paula Burbona. Jednak jej matka energicznie sprzeciwiała się temu planowi, który nigdy nie doszedł do skutku.
Zaledwie dwa tygodnie po swoich 23 urodzinach, Maria Ludwika Carlota zawarła związek małżeński 15 października 1825 w mieście Lukka przez pełnomocnika. 7 listopada 1825 w Dreźnie już osobiście wyszła za mąż, za 66–letniego księcia, Maksymiliana Wettyna (1759–1838), wdowca po jej ciotce Karolinie, siostrze jej ojca. Małżeństwo Burbon-Parmeńskiej pozostało bezdzietne, a Maria Ludwika Carlota została wdową w 1838. Po śmierci męża mieszkała głównie w Wiedniu i była uważana za bardzo ekscentryczną.
22 lipca 1849 poślubiła hrabię, Francesco Rossi (1796–1854). 19 lutego 1855, po jego śmierci zawarła swoje trzecie i ostatnie małżeństwo z hrabią, Giovannim Vimercati (1788–1861).
Zmarła w 1857. Jej majątek znajduje się w Saksońskim Archiwum Państwowym w Dreźnie (archiwum nr. 12551).

## Upamiętnienie

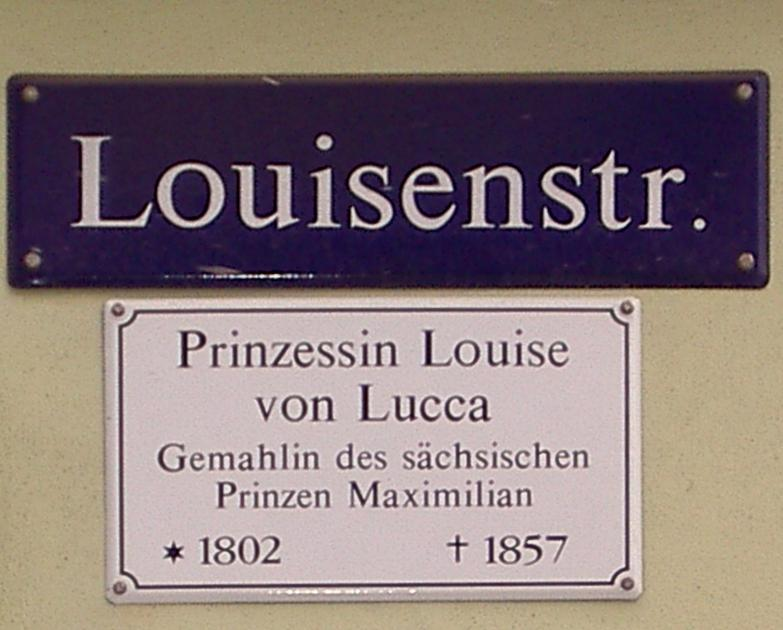
Ulica Ludwiki w Dreźnie.

W Dreźnie istnieje ulica nazwana jej imieniem – (niem. Louisenstrasse).